# Liga Mayor del Distrito Federal 1933/34
Die Saison 1933/34 war die dritte Spielzeit der Liga Mayor del Distrito Federal, die seit 1931 diese Bezeichnung trug, sowie – unter der Berücksichtigung, dass der Wettbewerb in der Saison 1930/31 vorzeitig abgebrochen wurde und daher ebenso wenig als regulärer Ligawettbewerb anzusehen ist wie das im Pokalmodus ausgetragene Jubiläumsturnier Centenario 1921 – die 31. Spielzeit der in Mexiko eingeführten Fußball-Liga, die in der Anfangszeit unter dem Begriff Primera Fuerza firmierte. Stand der Wettbewerb ursprünglich Mannschaften aus allen Landesteilen offen, so war er in den 20 Jahren von 1920 bis 1940 auf Vereine aus Mexiko-Stadt begrenzt.
Meister wurde der Real Club España durch einen 2:1-Erfolg im am 24. Juni 1934 ausgetragenen Entscheidungsspiel gegen den „spanischen Rivalen“ CF Asturias, der somit auf den zweiten Platz verwiesen wurde.

## Spielorte
Sämtliche Ligaspiele des Jahres 1933 wurden – in wöchentlichem Wechsel – im Campo Asturias und im Parque Necaxa ausgetragen. 1934 kam als Spielort dann auch noch der Parque España de la Verónica hinzu, in dem auch das letzte und meisterschaftsentscheidende Spiel zwischen España und Asturias ausgetragen wurde.

## Punktspielrunde

### Kreuztabelle
Die Kreuztabelle stellt die Ergebnisse aller Spiele dieser Saison dar. Die Heimmannschaft ist in der linken Spalte aufgelistet und die Gastmannschaft in der obersten Reihe.
| Punktrunde | Punktrunde | ESP  | AST | ATE | AME | NEC | MEX |
| 01.        | España     |      | 3:1 | 3:3 | 4:2 | 2:0 | 4:3 |
| 02.        | Asturias   | 2:1  |     | 1:4 | 3:0 | 5:3 | 3:1 |
| 03.        | Atlante    | 1:01 | 4:3 |     | 4:1 | 2:7 | 4:2 |
| 04.        | América    | 3:4  | 3:3 | 2:4 |     | 4:2 | 2:0 |
| 05.        | Necaxa     | 4:6  | 0:4 | 8:1 | 0:2 |     | 7:1 |
| 06.        | México     | 3:0  | 0:5 | 5:3 | 1:3 | 2:3 |     |

1 Die am 12. November 1933 zwischen dem Club Atlante und dem Real Club España ausgetragene Begegnung endete mit dem Ergebnis von 1:4 zu Gunsten der Españistas. Weil die Mannschaft des Real Club España jedoch mit 18-minütiger Verspätung eintraf und der Club Atlante später Protest wegen des verspäteten Erscheinens einlegte, wurde die Partie mit 1:0 für Atlante gewertet.

### Abschlusstabelle
| Pl. | Verein       | Sp. | S | U | N | Tore    | Diff. | Punkte |
| --- | ------------ | --- | - | - | - | ------- | ----- | ------ |
| 1.  | CF Asturias  | 10  | 6 | 1 | 3 | 030:190 | +11   | 13:70  |
| 2.  | RC España    | 10  | 6 | 1 | 3 | 027:220 | +5    | 13:70  |
| 3.  | CF Atlante   | 10  | 6 | 1 | 3 | 030:320 | −2    | 13:70  |
| 4.  | Club América | 10  | 4 | 1 | 5 | 022:250 | −3    | 09:11  |
| 5.  | Club Necaxa  | 10  | 4 | 0 | 6 | 034:290 | +5    | 08:12  |
| 6.  | Club México  | 10  | 2 | 0 | 8 | 018:340 | −16   | 04:16  |

## Meisterrunde

### Kreuztabelle
| Meisterrunde | Meisterrunde | ESP | AST | ATE |
| 01.          | España       |     | 2:1 | –:– |
| 02.          | Asturias     | –:– |     | 5:4 |
| 03.          | Atlante      | 1:2 | –:– |     |

Sowohl der Real Club España (im Parque España de la Verónica) als auch der Club Asturias (im Campo Asturias) übten ihr Heimrecht auf ihrem eigenen Gelände aus, während der Club Atlante sein Heimrecht im Parque Necaxa seines Erzrivalen ausübte.

### Abschlusstabelle
| Pl. | Verein           | Sp. | S | U | N | Tore    | Diff. | Punkte |
| --- | ---------------- | --- | - | - | - | ------- | ----- | ------ |
| 1.  | Real Club España | 2   | 2 | 0 | 0 | 004:200 | +2    | 04:0   |
| 2.  | CF Asturias      | 2   | 1 | 0 | 1 | 006:600 | ±0    | 02:20  |
| 3.  | CF Atlante       | 2   | 0 | 0 | 2 | 005:700 | −2    | 0:40   |